# Reprezentacja Haiti w piłce nożnej mężczyzn
Reprezentacja Haiti w piłce nożnej pierwszy mecz międzypaństwowy rozegrała 22 marca 1925 roku z Jamajką. Od roku 1904 należy do CONCACAF, a od 1933 do FIFA.
W 1974 roku po raz pierwszy i jak na razie ostatni wystąpiła na mistrzostwach świata. Na niemieckich boiskach przegrała wszystkie mecze – 0:7 z Polską, 1:3 z Włochami oraz 1:4 z Argentyną – i z zerowym bilansem punktowym pożegnała się z turniejem na ostatnim miejscu w grupie.
Drużyna sześciokrotnie zakwalifikowała się do rozgrywek o Złoty Puchar CONCACAF. Najpierw – w 2000 roku – odpadła już w pierwszej rundzie, a dwa lata później doszła do ćwierćfinału, gdzie przegrała 1:2 z Kostaryką. Wynik z 2002 roku powtórzyła jeszcze dwukrotnie w 2009 i 2015 roku. Edycje 2007 i 2013 zakończyła znów na fazie grupowej. 
Haiti zajmuje obecnie (16 października 2017) 5. miejsce w CONCACAF.
Obecnie selekcjonerem kadry Haiti jest Marc Collat.

## Udział wMistrzostwach Świata
- 1930 – Nie brało udziału
- 1934 – Nie zakwalifikowało się
- 1938 – 1950 – Nie brało udziału
- 1954 – Nie zakwalifikowało się
- 1958 – 1966 – Nie brało udziału
- 1970 – Nie zakwalifikowało się
- 1974 – Faza Grupowa
- 1978 – 1986 – Nie zakwalifikowało się
- 1990 – Nie brało udziału
- 1994 – 2022 – Nie zakwalifikowało się

## Udział wZłotym Pucharze CONCACAF
- 1991 – Nie zakwalifikowało się
- 1993 – 1996 – Nie brało udziału
- 1998 – Wycofało się w trakcie kwalifikacji
- 2000 – Faza Grupowa
- 2002 – Ćwierćfinał
- 2003 – 2005 – Nie zakwalifikowało się
- 2007 – Faza Grupowa
- 2009 – Ćwierćfinał
- 2011 – Nie zakwalifikowało się
- 2013 – Faza Grupowa
- 2015 – Ćwierćfinał
- 2017 – Nie zakwalifikowało się
- 2019 – Półfinał (III miejsce)
- 2021 – Faza grupowa

## Udział wPucharze Karaibów
- 1989 – 1990 – Nie brało udziału
- 1991 – Nie zakwalifikowało się
- 1992 – 1993 – Nie brało udziału
- 1994 – Faza Grupowa
- 1995 – Nie brało udziału
- 1996 – Faza Grupowa
- 1997 – Wycofało się w trakcie kwalifikacji
- 1998 – III Miejsce
- 1999 – III Miejsce[3]
- 2001 – II Miejsce
- 2005 – Nie zakwalifikowało się
- 2007 – Mistrzostwo
- 2008 – Faza Grupowa
- 2010 – Nie zakwalifikowało się
- 2012 – III Miejsce
- 2014 – III Miejsce
- 2017 – Nie zakwalifikowało się

## Mecze z reprezentacją Polski
Reprezentacja Haiti mierzyła się z reprezentacją Polski trzykrotnie. Wszystkie trzy mecze rozegrano w 1974 roku. Raz wygrała (2:1 w meczu towarzyskim z 13 kwietnia 1974) i dwukrotnie przegrała – 1:3 w towarzyskim spotkaniu rozgrywanym 15 kwietnia 1974 oraz 0:7 w meczu fazy grupowej Mistrzostw Świata 1974. Bilans bramek: 3:11.